# Superboy-Prime
Superboy-Prime o Superman-Prime è un personaggio dei fumetti pubblicati negli Stati Uniti d'America dalla DC Comics, creato da Elliot S. Maggin e Curt Swan. Inizialmente era un supereroe ma poi divenne un supercriminale e uno dei numerosi Superman alternativi. Il personaggio esordì nella serie DC Comics Presents n. 87 (novembre 1985).
Il personaggio proviene da un universo alternativo che contiene Terra Prime, in cui Superman e gli altri eroi esistono solo come personaggi immaginari. Questo universo fu cancellato durante la Crisi sulle Terre infinite, e il personaggio finì in una dimensione dove si trovò incapace di dimenticare la sua vita precedente come "il più grande eroe della Terra". Col tempo si autoconvinse che la sua Terra fosse l'unica vera e che lui fosse l'unico degno di questo nome, credendo fermamente che diventare Superman fosse il suo destino nonostante fosse diventato in realtà un criminale psicotico e assassino, fra gli avversari più pericolosi dell'universo DC.
Il nome "Superman-Prime" fu utilizzato la prima volta da Grant Morrison in DC One Million (1998) per il Superman della linea temporale dell'853º secolo. Il Superboy di Terra Prime si riferì a sé stesso come "Superboy-Prime" per la prima volta in Crisi infinita n. 2 (gennaio 2006).

## Biografia del personaggio

### Crisi sulle Terre infinite
Superboy-Prime proviene dal mondo parallelo conosciuto come Terra Prime, una copia del mondo vero in cui gli eroi DC sono eroi dei fumetti. Fu adottato da Jerry e Naomi Kent. Naomi volle chiamare il proprio figlio neonato Clark, come il suo cognome da nubile, ma Jerry, sapendo che sarebbe stato presto soprannominato Superman, come il personaggio immaginario dei fumetti, inizialmente rifiutò, per poi accettare. Ciò che i Kent non sapevano era che il bambino, trovato abbandonato in una foresta, era in verità il giovane Kal-El, teletrasportato sulla Terra attimi prima che il pianeta Krypton venisse assorbito dal suo sole, trasformatosi in una supernova. Superboy è il secondo extraterrestre della Terra Prime dopo il debutto di Ultraa molti anni prima.
Il giovane Clark visse la maggior parte della sua vita come quella di un normale ragazzo. Tuttavia, una notte in piena adolescenza, si presentò ad un ballo vestito come Superboy, e il passaggio della Cometa di Halley attivò oltremodo i suoi poteri kryptoniani. Allo stesso tempo, Kal-El, il Superman di Terra-1, trovò il modo di raggiungere la Terra Prime, e i due si incontrarono.
Superboy-Prime fu inserito in Crisi sulle Terre infinite dopo che il suo universo fu distrutto. Sebbene la perdita di tutto ciò che conosceva lo riempì di angoscia, trovò un po' di pace nel sapere che avrebbe combattuto per il bene al fianco degli altri eroi. Durante la battaglia finale contro l'Anti-Monitor, Kal-L, il Superman di Terra-2, gli ordinò di scappare insieme ad Alexander Luthor Jr. e gli altri eroi. Temendo che Kal-L sarebbe morto in battaglia e sapendo che la nuova Terra non era la sua vera casa, Superboy-Prime si unì a Kal-L per sconfiggere l'Anti-Monitor.
Dopo la distruzione dell'Anti-Monitor, Superboy-Prime si unì ad Alexander Luthor Jr. di Terra-3, Kal-L, e sua moglie Lois Lane in una "dimensione paradiso".

### Dimensione Paradiso
Nella "Dimensione Paradiso", Superboy-Prime si isolò dagli altri, utilizzando i cristalli per rivivere gli eventi della sua vita su Terra Prime. Il suo ricordo preferito è la festa per il suo nono compleanno, che vide ripetutamente. Con il tempo, divenne sempre più frustrato ed arrabbiato, e tentò di cercare Kal-L, la cui attenzione era concentrata sulla salute cagionevole di Lois. Alexander arrivò a credere che la causa della salute in condizioni gravi di Lois fosse la "dimensione paradiso" stessa, e riuscì a convincere Superboy-Prime ad aiutarlo a tornare alla realtà. Alexander mostrò a Superboy-Prime anche gli aspetti negativi della Terra post-Crisi. Superboy-Prime si esiliò finché Kal-L non disse: "Voglio che questo mondo lo aiuti a crescere. Qui non sarà mai Superman". Infine, Alexander gli mostrò la morte dei suoi genitori e della sua ragazza in un incidente automobilistico sulla Terra post-Crisi.

### Alterando la realtà
Furioso, Superboy-Prime assalì la barriera della realtà. Questo assalto causò l'increspatura della realtà alternativa, che fu utilizzata come spiegazione per i cambiamenti nei personaggi e le rettifiche retroattive alla continuity della DC.
Questi cambiamenti inclusero:
- il ritorno di Jason Todd;
- le origini multiple di Superman, inclusa la combinazione di The Man of Steel e Superman: Birthright;
- il rinnovamento della Doom Patrol come l'adesione di nuovi personaggi, inclusa Elasti-Girl;
- le origini multiple di Donna Troy dopo la prima Crisi;
- varie incarnazioni di Hawkman;
- le differenti incarnazioni della Legione dei Supereroi dopo la prima Crisi.

Come risultato di queste azioni, "prendere a pugni il tempo" (in originale: «punching time») e "pugno della retcon" (in originale: «retcon punch») divennero espressioni di uso comune nel gergo dei fan dei fumetti (particolarmente su internet) per indicare rettifiche retroattive della continuity e modifiche del canone privi di senso.

### Countdown a Crisi infinita
Superboy-Prime divenne frustrato; dato che la "dimensione paradiso" non aveva un sole giallo, non era abbastanza potente. Infine, Alexander gli rivelò che i suoi poteri stavano tornando, e combinando le proprie forze attraversarono il muro della barriera. Insieme, diedero inizio agli eventi che culminarono in Crisi infinita:
- Alexander prese il controllo del Brother's Eye di Batman, che gli permise di controllare gli OMAC e di accedere ai files di Checkmate sulla Terra dei metaumani, identificando coloro che avevano origini in altre realtà.
- Dopo aver riassettato innumerevoli altri pianeti, Superboy-Prime spinse il pianeta Rann nell'orbita del pianeta Thanagar, distruggendo l'ecosistema di Thanagar, e dando inizio alla celeberrima guerra tra i due pianeti. I suoi sforzi spostarono il centro dell'universo lontano da Oa.
- Alexander prese l'identità di Lex Luthor e formò la seconda Società segreta dei supercriminali, utilizzandone i membri per rapire varie persone dalle ex Terre per utilizzarle come fari per portare indietro altri mondi.
- Alexander reclutò lo Psico-Pirata per piazzare il diamante nero di Eclipso nella cella di Jean Loring al Manicomio di Arkham. Come Eclipso, Loring sedusse lo Spettro, e lo convinse ad eliminare tutta la magia. Le sue azioni crearono una forma primitiva di magia che Alexander utilizzò per potenziare il suo dispositivo diapason, la Torre Multiverso.
- Superboy-Prime distrusse la Torre di Guardia della Justice League of America e rapì Martian Manhunter.

### Crisi infinita
Il Superman di Terra-2 aprì un portale verso l'Universo DC, e i quattro residenti della "dimensione paradiso" ritornarono, facendosi conoscere a Power Girl e Batman. Quando arrivò da Power Girl si presentò come «Superboy-Prime» per la prima volta. Kal-L disse a Power Girl: "Quando l'universo rinacque, la Terra-1 divenne la terra principale. I frammenti dei mondi rimanenti vi furono fusi all'interno. Ma finalmente capii - abbiamo salvato la Terra sbagliata." Superboy-Prime era geloso di Conner Kent, il moderno Superboy, credendo che vivesse la vita che spettava a lui. Credeva anche che gli eroi della Terra agivano più da criminali. Come parte del piano di Luthor, Superboy-Prime rapì figure originariamente dai mondi che si fusero per formare la Terra post-Crisi, inclusi Martian Manhunter, Power Girl, Black Adam, Raggio, Lady Quark, e Breach per potenziare il dispositivo Diapason costruito da Alexander. Superboy-Prime si scontrò con Superboy, dicendogli che lui è il solo Superboy di cui la Terra ha bisogno. Superboy-Prime attaccò Conner brutalmente, ma non prima che questi potesse azionare il suo segnale dei Titan. I Teen Titans, la Doom Patrol, e la Justice Society of America arrivarono per aiutare Conner. Dopo aver accidentalmente ucciso Pantha, Superboy-Prime rimase scioccato ed inorridito. Gli eroi tentarono di trattenerlo, ma Superboy-Prime riuscì a ferire molti di loro.
Speedy intrappolò Superboy-Prime nella Zona Fantasma, utilizzando una "freccia d'emergenza Zona Fantasma". Superboy-Prime riuscì a liberarsi, esclamando che la Zona Fantasma era "per i cattivi". Rimanendo senza scelta, Jay Garrick, Wally West, e Bart Allen spinsero Superboy-Prime nella Forza della velocità, e lo bandirono in un mondo illuminato da un sole rosso, dove rimase per quattro anni.
Ore dopo, un Bart Allen più adulto, con addosso il costume di suo nonno (il grande Barry Allen), emerse dalla Forza della velocità e disse all'eroina Dottor Light di avvertire gli altri eroi della fuga di Superboy-Prime. Superboy-Prime ricomparve durante una battaglia tra Alexander Luthor e gli eroi fuggiti dalla sua torre. Con il suo ritorno, indossò un'armatura basata sul costume dell'Anti-Monitor, che gli fornisce costantemente l'energia del sole giallo, cosa che aumenta il suo potere. Durante la battaglia, Black Adam scoprì che la magia aveva poco effetto su Superboy-Prime. Superboy-Prime scagliò Black Adam via dalla torre, e il suo avversario fu trasportato sulla Terra-S (Terra in cui vivevano i personaggi del mondo di Capitan Marvel e della Famiglia Marvel). Superboy-Prime insistette perché Luthor ricostituisse la Terra Prime come la sola Terra esistente. Dopo che Superboy-Prime tentò di uccidere Wonder Girl, un Conner Kent furioso lo attaccò. Lui e Superboy-Prime si batterono finché il polso di Conner non si spezzò e finché l'eroe non si gettò contro Prime, inviando entrambi nella torre diapason vibrante di Luthor. La macchina esplose, e le Terre alternative si fusero in una sola. Superboy morì a causa delle gravi ferite riportate durante l'esplosione, mentre Superboy-Prime sopravvisse.
Alexander e Superboy-Prime presero parte alla Battaglia di Metropolis e litigarono a proposito del piano di contingenza. Dato che la loro torre fu distrutta, Alexander si preparò ad un insediamento fatto apposta per impadronirsi della Nuova Terra invece di crearne una perfetta. Avendo udito del nuovo piano, Superboy-Prime si rifiutò di aiutare Alexander, in quanto credeva che la Nuova Terra fosse grandemente inferiore.
Quando Batman, Wonder Woman, Kal-El, e Kal-L arrivarono per salvare Metropolis, Kal-L si confrontò con Superboy-Prime a proposito del suo ruolo nella distruzione. Nel frattempo, Superboy-Prime fu attaccato da Bart Allen, che era furioso per la morte di Conner Kent. Superboy-Prime riuscì a liberarsi dalla furia di Bart e si diresse verso Oa per distruggerla e ricreare il Big Bang che avrebbe rigenerato l'universo con sé stesso come unico eroe. Sebbene la maggior parte degli eroi della Terra era al suo inseguimento, Superboy-Prime riuscì ad evitare la cattura. Dovette però confrontarsi contro il Corpo delle Lanterne Verdi nello spazio profondo.
Superboy-Prime si fece strada attraverso 300-miglia di resistenti muri di pura volontà generati dai membri del Corpo. Arrivato dall'altra parte, sconfisse e uccise trentadue Lanterne Verdi. La battaglia fornì ai due Supermen abbastanza tempo per pensare ad un piano finale. Afferrarono Superboy-Prime e lo portarono dentro Rao, il sole rosso di Krypton. Il calore del sole sciolse l'armatura di Superboy-Prime, e indebolì seriamente i tre kryptoniani, che quindi atterrarono su Mogo. Sebbene i tre fossero circondati dalla kryptonite, Superboy-Prime riuscì a sconfiggere Kal-L, che era vicino alla morte quando Superman intervenne.
Superboy-Prime affermò che lui era migliore di Kal-El, e che il suo Krypton era superiore a quello di Superman. Kal-El rispose: "Non si tratta di dove sei nato. O di quali poteri tu abbia. O di cosa indossi sul petto. Si tratta di ciò che fai... si tratta delle azioni". Sebbene quasi senza poteri, Kal-El riuscì a colpire Superboy-Prime prima di cadere a terra lui stesso, ma i membri del Corpo delle Lanterne Verdi riuscirono a salvarlo.
Superboy-Prime fu preso in custodia dai Guardiani dell'Universo, che lo misero in un campo di contenimento, circondato da un Mangiatore di Soli rosso e guardato a vista da cinquanta Lanterne Verdi.

### Sinestro Corps
Un anno più tardi, Superboy-Prime sedeva nella sua cella ed era sorvegliato da una sezione speciale delle Lanterne Verdi, inclusi Guy Gardner, quando i Guardiani dell'Universo discutevano se dovessero o meno sottoporlo ad colloquio interrogativo.
Quando i Sinestro Corps attaccarono Oa, Superboy-Prime fu scarcerato dalla sua prigionia e si unì a loro. Divenne uno degli araldi dell'Anti-Monitor, e indossò l'uniforme dei Sinestro Corps insieme ad una variante del costume potenziato che indossò durante la Crisi Infinita. Chiamando se stesso Superman-Prime (in parte dovuto alle dispute legali su Superboy), arrivò sulla Terra e si batté contro un gruppo enorme di eroi mentre nel frattempo riviveva flashback della sua vita, vissuta finora. Rivelò di non aver creduto a Sinestro quando disse che il Multiverso era stato ricostituito, e che fece parte dei piani dell'Anti-Monitor così che avrebbe potuto vendicarsi di lui per la distruzione di Terra Prime. Superman, Power Girl, e Supergirl giunsero per fermarlo, solo per farlo fuggire mentre il sole nasceva, ridonandogli i suoi poteri. Dopo di ciò, Superman-Prime sconfisse Ion. Superman-Prime e la potente Lanterna Verde Daxamita ebbero una battaglia furiosa che ebbe luogo per l'intero Stato di New York. Prime era forte quanto Ion, ma quando Prime lo espose al piombo, Superman-Prime riuscì a primeggiare, sconfiggendolo. Quando l'Anti-Monitor fu sconfitto dai Guardiani e dalla distruzione del Pianeta della Guerra, Superman-Prime volò impazientemente attraverso il suo petto nello spazio, e quindi si batté sia contro il Sinestro Corps che contro il Corpo delle Lanterne Verdi, finché un Guardiano si sacrificò per ucciderlo. Tuttavia, invece di morire, Superman-Prime fu gettato in un altro universo.

### Countdown a Crisi finale
In Countdown to Final Crisis, dopo la conclusione della Guerra contro i Sinestro Corps, Superman-Prime ora indossava una costume simile a quello di Superman poco dopo la sua resurrezione e scoprì l'esistenza di un nuovo Multiverso, che lo riempì della speranza di trovare la Terra-Prime. Arrivò su Terra-15 e attaccò il Lex Luthor di quel mondo, incolpando Alexander Luthor di aver fallito nel tentativo di creazione di un universo "perfetto". Uccise subito tutti gli eroi di quel mondo e distrusse il pianeta.
Volò quindi verso la sua nuova base verso il Muro della Fonte dove torturò Mr. Mxyzptlk perché lo aiutasse a ricostruire Terra Prime. Si scoprì che Superman-Prime aveva 19 anni e secondo Mxyzptlk, la sua crescita era temporanea e risultato della sua cellula assorbi-energia dal suo ultimo "incontro". Mxyzptlk fuggì con l'aiuto di un altro prigioniero, Annataz Arataz, una versione alternativa di Zatanna di Terra-3. Annataz fu uccisa quando Superman-Prime si arrabbiò e non volle utilizzare la magia per riuscire nei suoi piani.
Comparve nel quartier generale su un satellite di Anti-Monitor e minacciò Solomon perché lo aiutasse a trovare Terra Prime. Solomon gli disse che se avesse liberato Forerunner, gli avrebbe mostrato ciò che voleva, e così fece. Quindi, Solomon disse a Prime che la Terra-51 è la sua Terra perfetta, ma che era in rovina a causa della guerra tra le forze del Monarca, gli eroi di Terra-51, e gli Sfidanti. Prime se ne andò dal satellite con l'intenzione di sfidare il Monarca. Superman-Prime si confrontò con il Monarca, scoprendo che questi era un avversario al suo livello nonostante i suoi poteri incrementati dai Guardiani. Questi due uomini incredibilmente potenti si scontrarono per parecchio tempo, finché il Monarca non schernì Prime e gli disse lo scopo dei suoi poteri. I due sembrarono essere ad un punto di stallo finché il Monarca non ferì Prime aprendo una parte della sua armatura e facendo fuoriuscire parte del suo potere. In un impeto di rabbia, Superman-Prime raddoppiò il suo attacco sul Monarca e mentre il potere temporaneo incrementato dai Guardiani cominciò a svanire, aprì uno squarcio nella tuta di contenimento del Monarca, facendo esplodere una grande quantità d'energia che sembrò distruggere l'intero universo di Terra-51.

### Crisi finale: la Legione dei 3 mondi
Poco dopo gli eventi della storia Superman e la Legione dei Supereroi di Geoff Johns, Time Trapper trovò Superman-Prime sperduto nel tempo. Decise di utilizzarlo per distruggere la Legione dei Supereroi e lo inviò nel XXXI secolo, dove si schiantò in una fattoria fuori Smallville.
Sembrò molto più giovane di quando comparve per l'ultima volta in Countdown to Final Crisis, e sembrò che indossasse i brandelli della sua vecchia uniforme nera. Incontrò la coppia di anziani proprietari della fattoria, ed essi si riferirono a lui come "Superboy", cosa che lo fece infuriare. Nonostante il ritorno a un aspetto più giovanile dopo gli eventi di Countdown, pensava a sé stesso ancora come un uomo piuttosto che come un ragazzo. Dopo che gli spararono, uccise la coppia, facendosi strada tra le vie di Smallville e visitando il Museo di Superman, dove si infuriò del fatto che Superman fosse tenuto in così alta considerazione. La sua rabbia aumentò ancora di più quando visitò la sala dei criminali, e trovò la statua che lo rappresentava chiusa in un ripostiglio. Apparentemente, era considerato solo come una nota nella storia di Superman, una seccatura che fu sconfitta da Conner Kent, Bart Allen, e Sodam Yat, e che infine non ebbe alcun impatto sulla storia alla radice. Questo lo fece innervosire a tal punto che distrusse il museo, gli agenti della sicurezza e gli agenti di polizia arrivati per fermarlo. Nel mezzo dello scontro, la guida del museo (una ricreazione olografica di Jimmy Olsen) disse a Prime della Legione dei Supercriminali.
Imparò che la Legione seguiva un codice del male, ispirato da un essere oscuro "il cui nome non fu mai pronunciato". Prime, deciso ad essere un cattivo con un impatto maggiore di ogni altro nemico di Superman, si diresse verso il pianeta prigione di Takron-Galtos, e liberò Lightning Lord, Saturn Queen e Cosmic King. A differenza di molti cittadini del 31º secolo, tutti riconobbero Prime e ciò sembrò rallegrarlo. Il dialogo sembrò implicare che Prime fosse l'essere oscuro che ispirava i criminali del futuro.
Dopo aver liberato i prigionieri, Prime bruciò un enorme emblema a forma di "S" nella prigione del pianeta, determinato a tramutare quel simbolo di pace e di sicurezza in un simbolo di terrore. Saputo della fuga dalla prigione, la Legione dei Supereroi dovette chiamare Superman dal XXI secolo. Superman e i documenti storici fecero presumere che nessuno della Nuova Terra era a conoscenza di ciò che accadde a Prime dopo la Guerra contro i Sinestro Corps.
Superman e Brainiac 5 decisero di portare altre due versioni della Legione per combattere la nuova Legione dei Supercriminali, guidati da Prime, dove Superman dedusse che l'unico modo di sconfiggere il kryptoniano ribelle era di redimerlo.
Superman-Prime guidò la sua Legione dei Supercriminali nel Mondo dello Stregone, dove reclutò Mordru e uccise Rond Vidar (l'ultima Lanterna Verde) prima di dirigersi verso la Terra.
Durante la guerra tra le due Legioni, Prime si batté contro diversi avversari con cui condivideva la storia. Primo, l'immortale Sodam Yat (ultimo Guardiano dell'Universo) fu persuaso ad uscire dal suo esilio auto-imposto su Oa per combattere Superman-Prime. Quindi, Bart Allen ritornò dalla Forza della velocità, indossando l'uniforme di Kid Flash che non indossò fin dal primo combattimento contro Prime in Crisi Infinita. Poco dopo, Conner Kent (Superboy) partecipò alla battaglia: il suo cadavere, disseppellito da Starman nel presente, fu messo in una camera di ricostituzione kryptoniana per i passati 1000 anni. La resurrezione di Kid Flash e Superboy furono parte di un piano di contingenza maestrale idealizzato molto prima da Brainiac 5, che fu avvertito della situazione da una profezia di Dream Girl.
Durante la battaglia, Prime uccise due Legionari le cui abilità minacciavano di ucciderlo: Sun Boy di Terra Prime, che utilizzava poteri solari; ed Element Lad di Terra Prime, che riuscì a trasformare il terreno sotto Superman-Prime in kryptonite verde dell'universo di Terra Prime.
Nel mezzo della battaglia, Superman, Lightning Lad, Cosmic Boy e Saturn Girl furono portati alla fine del tempo da Time Trapper, che quindi li attaccò. Durante il combattimento, il cappuccio di Trapper fu tirato indietro dalla sua testa, rivelando un Superboy-Prime più maturo. Il Superboy-Prime più grande affermò che egli era un'anomalia che non poteva essere uccisa dopo essere stata deviata nel Multiverso dai Guardiani dell'Universo e divenne l'unico sopravvissuto di tutta la creazione.
Tornato sulla Terra, Conner riuscì ad avere la meglio su Prime. Utilizzando la sua visione calorifica, Conner riuscì ad infliggergli una ferita profonda attraverso la "S" che Prime intaglio sul proprio petto, sfigurandone le forme. Nel frattempo, alla fine del tempo, lo stesso simbolo comparve da qualche parte sul petto di Time Trapper. Capendo che il passato di Time Trapper era direttamente collegato al suo futuro, Saturn Girl utilizzò il portale temporale di Trapper per reclutare ogni Legione presente nel Multiverso, che combatté e alla fine lo sconfisse. Superman e i fondatori della Terza Legione lo trasportarono nel 31º secolo, dove Time Trapper affrontò il suo sé più giovane. Superboy-Prime e Trapper ebbero un battibecco che culminò con la distruzione di entrambi dopo che Prime attaccò Trapper, creando un paradosso.
Il paradosso creato da Prime lo attaccò facendolo ritornare a casa sulla resuscitata Terra Prime. Per il suo sbigottimento, la sua ragazza e la sua famiglia, essendo nel mondo reale, lessero i fumetti di Crisi Infinita, Sinestro Corps War, Countdown to Final Crisis, e Legion of Three Worlds. Da lì seppero tutto ciò che fece, e adesso erano terrorizzati dalla sua presenza. Prime visse nel seminterrato dei suoi genitori, cosa che lo avrebbe aiutato ad evitare di fare loro del male. Passò i suoi giorni a collezionare fumetti e trainando il mondo reale della DC Comics, ricordandogli che l'Universo DC non si sarebbe mai scordato di lui e che sarebbe "sempre sopravvissuto". Nonostante l'esaurimento fisico dei suoi poteri, affermò di possedere un nuovo potere, infatti i suoi occhi cominciarono a diventare rossi di nuovo.

### La notte più profonda
Superboy-Prime continuò a vivere la sua vita da recluso, monitorato costantemente, a sua insaputa, da Brainiac 5-Prime, e continuava a leggere compulsivamente ogni fumetto e post su internet riguardanti il Multiverso DC. Il periodo prolungato di esilio che fu costretto a passare, lasciò a Clark dei rimpianti, conoscendo la sua reputazione di personaggio da scherzi per la gente di Terra Prime. Subito dopo aver letto Adventure Comics n. 4, e le pubblicità per la storia divisa in due parti riguardanti probabilmente la sua morte, si imbarcò con i suoi genitori spaventati in una folle ricerca del numero 5, sperando di trovare una fumetteria che potesse venderglielo. Tuttavia, dato che il n. 5 non era ancora uscito, gli eventi rivelarono esattamente che Clark li aveva già letti, e che Alexander Luthor, adesso una Lanterna Nera capace di saltare da un multiverso all'altro, gli ridiede i poteri di Superman-Prime al fine di portarlo ad un alto livello emozionale. Dopo aver chiamato in aiuto le vittime di Prime, gli rivelò scherzosamente la sua morte come descritta tra le pagine di Adventure Comics n. 5. Incapace di danneggiare la Lanterna Nera, Superman-Prime volò verso il palazzo della DC Comics a New York e tentò di vendicarsi degli scrittori che lui credeva lo avessero reso così. Prima che potesse farlo, Alexander lo trasportò nel suo seminterrato, e cominciò a distruggere la sua collezione di fumetti.
Superman-Prime accettò quindi la disperazione della sua situazione e, volendo mettersi al dito un anello nero del potere, decise di morire. Tuttavia, l'anello, reagendo alle sue molte emozioni, in qualche modo cominciò a passare da potere a potere dello Spettro emozionale, che risultò in un'esplosione di colori misti che ricoprirono la Lanterna Nera e il suo anello. Giacendo sul pavimento, sopraffatto dalle emozioni portategli dall'anello e devastato dal fatto che "loro" lo trasformarono in un mostro e che fecero sì che non potesse avere una fine lieta, Laurie entrò nel seminterrato, mostrando un braccio rotto. Confortò Superman-Prime dicendogli che lo avevano sentito, e che la inviarono per dirgli che erano dispiaciuti per ciò che gli avevano fatto, e che lo avrebbero lasciato da solo. Appena si abbracciarono, un anello da Lanterna Nera si vide sulla mano di Laurie che mostrava la luce della "speranza".

## Poteri e abilità

### Poteri kryptoniani
Superboy-Prime possiede tutte le abilità di base di un kryptoniano esposto al sole giallo: super forza, super velocità, super respiro e super udito; il potere di volare, visione a raggi-x, microscopica, telescopica e calorifica; invulnerabilità. Il suo potere è molto simile a quello del Superman della Silver Age di Terra-1 quindi di illimitata potenza, che fece di lui uno degli eroi più potenti dell'Universo DC. Dato che il suo Krypton non esplose mai, non esistette nessuna kryptonite che avrebbe potuto affliggerlo, e la sua sola debolezza era la sempre più crescente necessità di un sole giallo per il mantenimento dei suoi poteri. Il suo combattimento contro I Guardiani mostrò che la fisiologia kryptoniana-Prime è capace di assorbire ed elaborare enormi quantità di energia Oana e di energia quantica in aggiunta a quella solare. Non è chiaro quali altre energie possono essere elaborate dal suo organismo.

### Armatura
Mentre era imprigionato su una Terra alternativa, dove fu portato dai tre Flash, Superboy-Prime si costruì un'armatura basata su quella dell'Anti-Monitor. L'armatura raccoglieva e gli forniva l'energia del sole giallo per mantenere alti i livelli del suo potere, anche quando si fosse trovato in presenza di un sole rosso; nella sua prima comparsa, lo si vide scrollarsi di dosso gli effetti delle radiazioni di un sole rosso artificiale, ma non fu mai esposto ad un vero sole rosso. Sebbene affermasse di averla confezionata da solo, Bart Allen gli ricordò di averla rubata dopo la sua fuga. La sua armatura finì distrutta quando i due Supermen lo trasportarono sul sole rosso di Krypton. Dopo la sua fuga da Oa, a Superboy-Prime fu dato un nuovo costume costruito dai Sinestro Corps e si scoprì che fu confezionato dopo aver visto come l'armatura originale di Anti-Monitor agiva da enorme immagazzinatore di energia. In Legion of Three Worlds, Superboy-Prime indossò il suo costume originale ancora una volta, prendendolo da una statua nel Museo di Superman. Durante La notte più profonda, la Lanterna Nera Alexander Luthor fornì a Superboy-Prime una copia della sua armatura originale.

### Potere del tempo
Dato che il Time Trapper Superboy-Prime aveva completo controllo su sé stesso, poteva congelare il tempo, alterarlo, e anche dividerlo, ed era quindi in grado di creare un proprio universo in miniatura. Non poteva, però, alterare gli eventi del presente.

### Resistenza all'anello nero
Grazie alla sua psiche altamente volatile e al suo stato emozionale in pezzi, Superboy-Prime è altamente resistente agli anelli neri del potere: piuttosto che venire ucciso e "rinascere" come un cadavere senza anima guidato dallo stesso anello, quando questo fu esposto a Superboy-Prime espulse un'enorme scarica dolorosa di sette energie diverse dello Spettro emozionale, con effetti devastanti su ogni anello nero del potere nelle vicinanze. Non è chiaro, però, se è un potere di Superboy-Prime, un bioprodotto del suo ego frammentato o semplicemente una mossa calcolata o dall'intelligenza dietro gli anelli neri o da Alexander, ma in entrambi i modi, è un potere che anche eroi come Superman e Wonder Woman non possiedono, dato che in circostanze simili avrebbero ceduto al controllo degli anelli neri.
Come confusione aggiuntiva, si affermò che gli anelli neri del potere si sarebbero legati solo a morti resuscitati, mentre Superboy-Prime non morì mai prima, tecnicamente. In più, altre Lanterne Nere viventi come Wonder Woman, esibirono il potere di liberarsi da soli dal possedimento aggrappandosi alle emozioni umane, sebbene non con l'intensità e la furia mostrata da Superboy-Prime.

## Personalità
Secondo lo scrittore di Crisi Infinita Geoff Johns, "Superboy-Prime è davvero frustrato per il fatto che la sua vita fu trasformata in ciò che è e, sfortunatamente, la frustrazione sta per essere portata fuori nel mondo". Menzionò anche che "Vorrebbe dimostrare al mondo ciò che sa fare, perché a stento ha avuto la possibilità di essere Superboy. Ha avuto la possibilità di essere Superboy per un breve periodo prima di Crisi sulle Terre Infinite e poi, BOOM!, il suo mondo fu spazzato via".
Quando gli fu chiesto perché la battaglia contro i Teen Titans contro Superboy-Prime andò fuori controllo così velocemente, l'editore Dan DiDio rispose "Superboy è un adolescente cresciuto in isolamento, con ormoni in tempesta, un brufolo enorme sulla spalla, e il potere di un dio. Non imparò mai come tenere tale potere e le sue emozioni sotto controllo, così, quando viene sfidato, la situazione peggiora e non ha idea di come fermarla. Pensa di questa situazione come se tu, come teenager, perdi il tuo temperamento. Ora immagina di avere il potere di distruggere un pianeta. Pensi che la situazione sarebbe andata diversamente? Questo è il momento in cui Superboy-Prime supera il limite di non-ritorno e diventa la più grande minaccia mai conosciuta dall'universo".